# 1977-es Le Mans-i 24 órás verseny
A 45. Le Mans-i 24 órás versenyt 1977. június 11. és június 12. között rendezték meg.

## Végeredmény
|    | Kategória | #  | Csapat                                 | Versenyzők                                                    | Modell                  | Motor                              | Körök |
| -- | --------- | -- | -------------------------------------- | ------------------------------------------------------------- | ----------------------- | ---------------------------------- | ----- |
| 1  | S +2.0    | 4  | Martini Racing Porsche System          | Jürgen Barth Hurley Haywood Jacky Ickx                        | Porsche 936/77          | Porsche Type-935 2.1L Turbo Flat-6 | 342   |
| 2  | S +2.0    | 10 | Grand Touring Cars Inc. Mirage Renault | Vern Schuppan Jean-Pierre Jarier                              | Mirage GR8              | Renault 2.0L Turbo V6              | 331   |
| 3  | Gr.5      | 40 | JMS Racing / ASA Cachia                | Claude Ballot-Léna Peter Gregg                                | Porsche 935             | Porsche Type-935 2.9L Turbo Flat-6 | 315   |
| 4  | GTP       | 88 | Inaltera                               | Jean Ragnotti Jean Rondeau                                    | Inaltera LM77           | Ford Cosworth DFV 3.0L V8          | 315   |
| 5  | S +2.0    | 5  | Alain de Cadenet                       | Alain de Cadenet Chris Craft                                  | De Cadenet-Lola LM      | Ford Cosworth DFV 3.0L V8          | 315   |
| 6  | S 2.0     | 20 | Racing Organisation Course (ROC)       | Michel Pignard Albert Dufréne Jacques Henry                   | Chevron B36             | ROC-Chrysler 2.0L I4               | 303   |
| 7  | GT        | 58 | Porsche Kremer Racing                  | Bob Wollek "Steve" Philippe Gurdjian                          | Porsche 934             | Porsche 3.0L Turbo Flat-6          | 298   |
| 8  | IMSA      | 71 | Luigi Racing                           | Jean Xhenceval Pierre Dieudonné Spartaco Dini                 | BMW 3.0CSL              | BMW 3.2L I6                        | 291   |
| 9  | IMSA      | 50 | Hervé Poulain                          | Hervé Poulain Marcel Mignot                                   | BMW 320i                | BMW 2.0L I4                        | 287   |
| 10 | IMSA      | 61 | Christian Gouttepifre                  | Christian Gouttepifre Philippe Malbran Alain Leroux           | Porsche 911 Carrera RS  | Porsche 3.0L Flat-6                | 281   |
| 11 | S +2.0    | 2  | Inaltera                               | Lella Lombardi Christine Beckers                              | Inaltera LM77           | Ford Cosworth DFV 3.0L V8          | 279   |
| 12 | IMSA      | 70 | JMS Racing / ASA Cachia                | Simon De Lautour Jean-Pierre Delaunay Jacques Guérin          | Porsche 911 Carrera RSR | Porsche 3.0L Flat-6                | 275   |
| 13 | S +2.0    | 1  | Inaltera                               | Jean-Pierre Beltoise Al Holbert                               | Inaltera LM77           | Ford Cosworth DFV 3.0L V8          | 275   |
| 14 | IMSA      | 79 | Ravenel Fréres                         | Jean-Louis Ravenel Jean Ravenel Jean-Marie Détrin             | Porsche 911 Carrera RS  | Porsche 3.0L Flat-6                | 274   |
| 15 | GTP       | 86 | WM A.E.R.E.M.                          | Marcel Mamers Jean-Daniel Raulet Xavier Mathiot               | WM P76                  | Peugeot PRV 2.7L V6                | 274   |
| 16 | IMSA      | 75 | North American Racing Team (NART)      | François Migault Lucien Guitteny                              | Ferrari 365 GT4/BB      | Ferrari 4.4L Flat-12               | 268   |
| 17 | GTP       | 83 | SAS Robin Hamilton                     | Robin Hamilton David Preece Mike Salmon                       | Aston Martin DBS V8     | Aston Martin 5.3L V8               | 260   |
| 18 | Gr.5      | 47 | Anny-Charlotte Verney / BP             | Anny-Charlotte Verney René Metge Dany Snobeck Hubert Striebig | Porsche 911 Carrera RSR | Porsche 3.0L Flat-6                | 254   |
| 19 | GT        | 56 | JMS Racing / ASA Cachia                | Jean-Louis Bousquet Cyril Grandet Philippe Dagoreau           | Porsche 934             | Porsche 3.0L Turbo Flat-6          | 253   |
| 20 | IMSA      | 77 | / Wynn's International                 | Dennis Aase Robert Kirby John Hotchkis                        | Porsche 911 Carrera RSR | Porsche 3.0L Flat-6                | 246   |

### Nem értékelhető
|    | Kategória | #  | Csapat                   | Versenyzők                                          | Modell       | Motor                     | Körök |
| -- | --------- | -- | ------------------------ | --------------------------------------------------- | ------------ | ------------------------- | ----- |
| 21 | S 2.0     | 31 | Dorset Racing Associates | Ian Harrower Martin Birrane Ernst Berg Richard Down | Lola T290/4S | Ford Cosworth BDA 2.0L I4 | 212   |

### Nem ért célba
|    | Kategória | #  | Csapat                                 | Versenyzők                                               | Modell                  | Motor                              | Körök |
| -- | --------- | -- | -------------------------------------- | -------------------------------------------------------- | ----------------------- | ---------------------------------- | ----- |
| 22 | Gr.5      | 39 | Gelo Racing Team                       | Toine Hezemans Tim Schenken Hans Heyer                   | Porsche 935             | Porsche Type-935 2.9L Turbo Flat-6 | 269   |
| 23 | S +2.0    | 8  | Renault Sport                          | Patrick Depailler Jacques Laffite                        | Renault Alpine A442     | Renault 2.0L Turbo V6              | 289   |
| 24 | GTX       | 96 | GVA Porsche Club Romand                | André Savary Jean-Robert Corthay Antoine Salamin         | Porsche 911 Carrera RS  | Porsche 3.0L Flat-6                | ?     |
| 25 | IMSA      | 78 | Charles Ivey Racing                    | John Rulon-Miller John Cooper Peter Lovett               | Porsche 911 Carrera RSR | Porsche 3.0L Flat-6                | 198   |
| 26 | S +2.0    | 9  | Renault Sport                          | Jean-Pierre Jabouille Derek Bell                         | Renault Alpine A442     | Renault 2.0L Turbo V6              | 257   |
| 27 | S 2.0     | 25 | Racing Organisation Course (ROC)       | Max Cohen-Olivar Alain Flotard Michel Dubois             | Chevron B36             | ROC-Chrysler 2.0L I4               | 176   |
| 28 | IMSA      | 80 | Bernard Béguin                         | Bernard Béguin René Boubet Jean-Claude Briavoine         | Porsche 911 Carrera RS  | Porsche 3.0L Flat-6                | 191   |
| 29 | GTP       | 87 | Bernard Decure                         | Bernard Decure Jean-Luc Thérier "Cochise"                | Alpine A310             | Renault PRV 2.7L V6                | 137   |
| 30 | S 2.0     | 21 | P.P. Sauber AG / Fancy Racing          | Eugen Strähl Peter Bernhard                              | Sauber C5               | BMW 2.0L I4                        | 161   |
| 31 | GT        | 57 | Nicholas Koob                          | Nicholas Koob Willy Braillard Guillermo Ortega           | Porsche 934             | Porsche 3.0L Turbo Flat-6          | 116   |
| 32 | GT        | 63 | Joël Laplacette                        | Joël Laplacette Yves Courage "Ségolen"                   | Porsche 911 Carrera     | Porsche 3.0L Flat-6                | ?     |
| 33 | GTP       | 85 | WM A.E.R.E.M.                          | Marc Sourd Jean-Louis Lafosse Xavier Mathiot             | WM P77                  | Peugeot PRV 2.7L Turbo V6          | 90    |
| 34 | GT        | 59 | Schiller Racing Team                   | François Sérvanin Laurent Ferrier Franz Hummel           | Porsche 934             | Porsche 3.0L Turbo Flat-6          | 160   |
| 35 | S +2.0    | 7  | Renault Sport                          | Patrick Tambay Jean-Pierre Jaussaud                      | Renault Alpine A442     | Renault 2.0L Turbo V6              | 158   |
| 36 | S +2.0    | 14 | Daniel Broudy                          | Patrick Perrier Xavier Lapeyre                           | Lola T286               | Ford Cosworth DFV 3.0L V8          | ?     |
| 37 | GT        | 60 | Schiller Racing Team                   | Claude Haldi Florian Vetsch Angelo Pallavicino           | Porsche 934             | Porsche 3.0L Turbo Flat-6          | ?     |
| 38 | GT        | 55 | Escuderia Montjuich                    | Juan Fernández Eugenio Baturone Raphael Tarradas         | Porsche 934             | Porsche 3.0L Turbo Flat-6          | 115   |
| 39 | Gr.5      | 48 | Thierry Perrier                        | Thierry Perrier Jean Belliard                            | Porsche 911 Carrera     | Porsche 3.0L Flat-6                | 90    |
| 40 | S 2.0     | 29 | Osella Squadra Corse                   | Alain Cudini Raymond Touroul Anna Cambiaghi              | Osella PA5              | BMW 2.0L I4                        | 100   |
| 41 | S 2.0     | 32 | André Chevalley                        | André Chevalley François Trisconi Wink Bancroft          | Cheetah G601            | BMW 2.0L I4                        | ?     |
| 42 | GT        | 62 | Georges Bourdillat                     | Georges Bourdillat Bruno Sotty Alain-Michel Bernhard     | Porsche 911 Carrera     | Porsche 3.0L Flat-6                | ?     |
| 43 | Gr.5      | 49 | Hubert Striebig / BP                   | Guy Chasseuil Hubert Striebig Helmut Kirchoffer          | Porsche 934/5           | Porsche Type-935 3.2L Turbo Flat-6 | 65    |
| 44 | S +2.0    | 11 | Grand Touring Cars Inc. Mirage Renault | Sam Posey Michel Leclère                                 | Mirage GR8              | Renault 2.0L Turbo V6              | 58    |
| 45 | GTP       | 89 | Team Esso Aseptogyl                    | Christine Dacremont Marianne Hoepfner                    | Lancia Stratos          | Ferrari Dino 2.4L Turbo V6         | 37    |
| 46 | IMSA      | 76 | Jean-Claude Giroix / Garage du Bac     | "Dépnic" Jacques Coulon                                  | BMW 3.0CSL              | BMW 3.2L I6                        | 28    |
| 47 | IMSA      | 72 | Luigi Racing                           | Tom Walkinshaw Eddy Joosen Claude de Wael                | BMW 3.0CSL              | BMW 3.2L I6                        | ?     |
| 48 | Gr.5      | 41 | Martini Racing Porsche System          | Rolf Stommelen Manfred Schurti                           | Porsche 935/77          | Porsche Type-935 2.9L Turbo Flat-6 | 52    |
| 49 | S 2.0     | 28 | Jean-Marie Lemerle                     | Jean-Marie Lemerle Alain Levié Pierre-François Rousselot | Lola T294               | ROC-Chrysler 2.0L I4               | 27    |
| 50 | S 2.0     | 22 | Chandler Ibec International Team Lloyd | Tony Charnell Ian Bracey John Hine                       | Chevron B31             | Ford Cosworth FVD 2.0L I4          | 21    |
| 51 | S +2.0    | 3  | Martini Racing Porsche System          | Jacky Ickx Henri Pescarolo                               | Porsche 936/77          | Porsche Type-935 2.1L Turbo Flat-6 | 45    |
| 52 | S 2.0     | 30 | G.V.E.A.                               | Georges Morand Christian Blanc Fréderic Alliot           | Lola T296               | Ford Cosworth BDG 2.0L I4          | 19    |
| 53 | Gr.5      | 42 | Porsche Kremer Racing                  | John Fitzpatrick Guy Edwards Nick Faure                  | Porsche 935 K2          | Porsche Type-935 2.8L Turbo Flat-6 | 15    |
| 54 | Gr.5      | 38 | Gelo Racing Team                       | Tim Schenken Toine Hezemans Hans Heyer                   | Porsche 935             | Porsche Type-935 2.8L Turbo Flat-6 | 15    |
| 55 | S +2.0    | 16 | J. Haran de Chaunac                    | Didier Pironi René Arnoux Guy Fréquelin                  | Renault Alpine A442     | Renault 2.0L Turbo V6              | 0     |